# إدي ريان
إدي ريان (بالإنجليزية: Eddie Ryan)‏ هو مصارع محترف بريطاني، ولد في 5 نوفمبر 1986 في بليموث في المملكة المتحدة.

## روابط خارجية
- إدي ريان على موقع CageMatch worker (الإنجليزية)